# 苫小牧市立光洋中学校
苫小牧市立光洋中学校（とまこまいしりつ こうようちゅうがっこう）は、苫小牧市光洋町にある公立中学校。

## 概要
1962年（昭和37年）4月、10学級で開校。苫小牧市光洋町の市街地にあり、南で太平洋に面する。校舎は 2008年（平成20年）に一部新しくなっており、校舎も3階建て。車椅子用のトイレも設備されている。生徒人数413名（16学級）。

### 校章
「光」の字を図案化して、「洋」（海）の色を配している。上部の山は、生徒・保護者・教師を表し、下部の柱は、男女を表している。

### 校訓
健康な体 誠実な心 前進する力

## 歴史
本校は、住宅地として発展する西地区の人口増にともなう、弥生中学校の膨張に対処するため、啓北中学校とともに、昭和36年度に校舎が完成する予定であったが、完成が遅れた。しかし、啓北中学校の開校により空きの出る弥生中学校の教室を借用して開校することとなり、1962年（昭和37年）4月1日、創立が公布。4月7日に開校式、入学式を行った。
校舎は1962年（昭和37年）7月23日に第1期工事が落成し、移転した。

## 沿革
- 1962年（昭和37年）
  - 4月1日 - 弥生中学校の教室を借用し、仮校舎で開校[1]
  - 7月23日 - 校舎移転[1]
- 1966年（昭和41年）3月13日 - 校歌制定

## 部活動
- 野球
- 卓球
- ソフトテニス
- バレーボール
- サッカー
- バドミントン
- 男子バスケットボール
- 女子バスケットボール
- 美術
- インターナショナル
- コンピュータ
- 書道
- 地域部：活動希望の生徒がいる場合で指導は外部コーチなど（アイスホッケー・陸上･剣道・水泳･スピードスケート・フィギュアスケートなど）

## 通学区域
- 青葉町、新富町、大成町、有明町、永福町、小糸井町、光洋町、日吉町、元町 (3丁目)、字糸井（64番地から150番地）、白金町、矢代町、弥生町、元町（1・2丁目）[2]

## 進学前小学校
- 苫小牧市立大成小学校[3]
- 苫小牧市糸井小学校
- 苫小牧市立苫小牧西小学校

## 校区内の主な施設
- 苫小牧市立糸井小学校
- 苫小牧市立苫小牧西小学校
- 苫小牧市立大成小学校
- 北海道苫小牧西高等学校
- 苫小牧市日吉体育館
- JR北海道室蘭本線糸井駅
- JR北海道室蘭本線青葉駅
- 苫小牧弥生郵便局
- 苫小牧中央高等学校

## 交通
- 青葉駅から徒歩約17分
- 糸井駅から徒歩約21分